# Larré (Orne)
Pour les articles homonymes, voir Larré.
Larré est une commune française, située dans le département de l'Orne en région Normandie, peuplée de 467 habitants.

## Géographie
| Vingt-Hanaps | Ménil-Erreux | Ménil-Erreux |
| Forges       | Larré        | Ménil-Erreux |
| Semallé      | Semallé      | Hauterive    |

### Hydrographie
La commune est située dans le bassin Loire-Bretagne. Elle est drainée par le Betz et la Forêt,,.
Le Betz, d'une longueur de 13 km, prend sa source dans la commune d'Écouves et se jette  dans la Sarthe en limite de Hauterive et de Semalle, après avoir traversé quatre communes. 

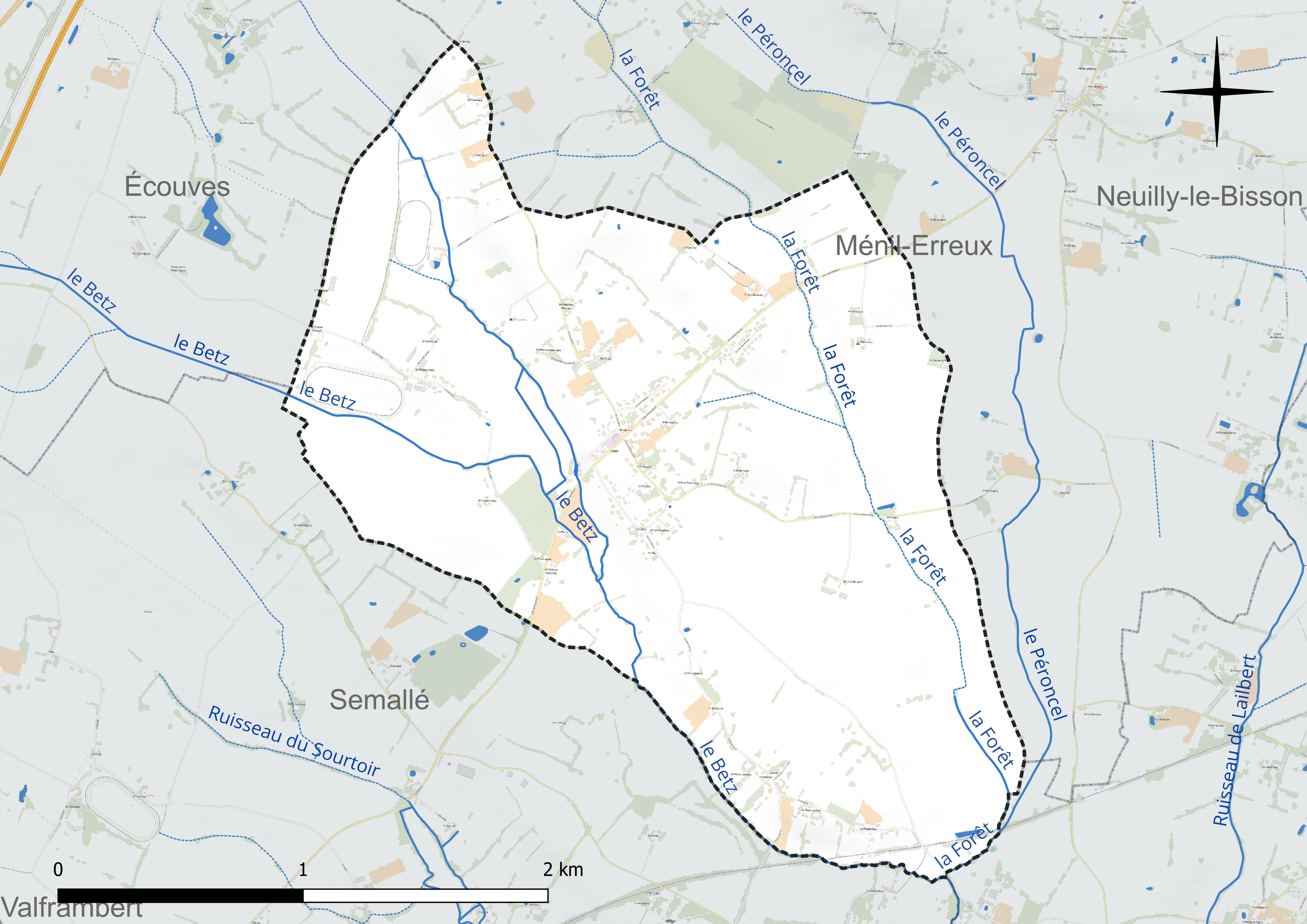
Réseau hydrographique de Larré.

### Climat
Pour des articles plus généraux, voir Climat de la Normandie et Climat de l'Orne.
En 2010, le climat de la commune est de type climat océanique dégradé des plaines du Centre et du Nord, selon une étude du CNRS s'appuyant sur une série de données couvrant la période 1971-2000. En 2020, Météo-France publie une typologie des climats de la France métropolitaine dans laquelle la commune est dans une zone de transition entre le climat océanique et le climat océanique altéré et est dans la région climatique Normandie (Cotentin, Orne), caractérisée par une pluviométrie relativement élevée (850 mm/a) et un été frais (15,5 °C) et venté. Parallèlement le GIEC normand, un groupe régional d’experts sur le climat, différencie quant à lui, dans une étude de 2020, trois grands types de climats pour la région Normandie, nuancés à une échelle plus fine par les facteurs géographiques locaux. La commune est, selon ce zonage, exposée à un « climat des plateaux abrités », se caractérisant par une pluviométrie et des contraintes thermiques modérées mais aussi, par effet de continentalité, des températures plus contrastées qu'au nord dans la plaine de Caen, avec communément 10 à 15 jours par an de plus de froid en hiver et de chaleur en été.
Pour la période 1971-2000, la température annuelle moyenne est de 10,6 °C, avec une amplitude thermique annuelle de 13,9 °C. Le cumul annuel moyen de précipitations est de 731 mm, avec 12 jours de précipitations en janvier et 7,3 jours en juillet. Pour la période 1991-2020, la température moyenne annuelle observée sur la station météorologique la plus proche, située sur la commune de Villeneuve-en-Perseigne à 8 km à vol d'oiseau, est de 10,8 °C et le cumul annuel moyen de précipitations est de 770,2 mm,. Pour l'avenir, les paramètres climatiques de la commune estimés pour 2050 selon différents scénarios d’émission de gaz à effet de serre sont consultables sur un site dédié publié par Météo-France en novembre 2022.

## Urbanisme

### Typologie
Au 1er janvier 2024, Larré est catégorisée commune rurale à habitat dispersé, selon la nouvelle grille communale de densité à sept niveaux définie par l'Insee en 2022.
Elle est située hors unité urbaine. Par ailleurs la commune fait partie de l'aire d'attraction d'Alençon, dont elle est une commune de la couronne,. Cette aire, qui regroupe 89 communes, est catégorisée dans les aires de 50 000 à moins de 200 000 habitants,.

### Occupation des sols
L'occupation des sols de la commune, telle qu'elle ressort de la base de données européenne d’occupation biophysique des sols Corine Land Cover (CLC), est marquée par l'importance des territoires agricoles (100 % en 2018), une proportion identique à celle de 1990 (100 %). La répartition détaillée en 2018 est la suivante : 
terres arables (63,8 %), prairies (27,7 %), zones agricoles hétérogènes (8,5 %). L'évolution de l’occupation des sols de la commune et de ses infrastructures peut être observée sur les différentes représentations cartographiques du territoire : la carte de Cassini (XVIIIe siècle), la carte d'état-major (1820-1866) et les cartes ou photos aériennes de l'IGN pour la période actuelle (1950 à aujourd'hui).

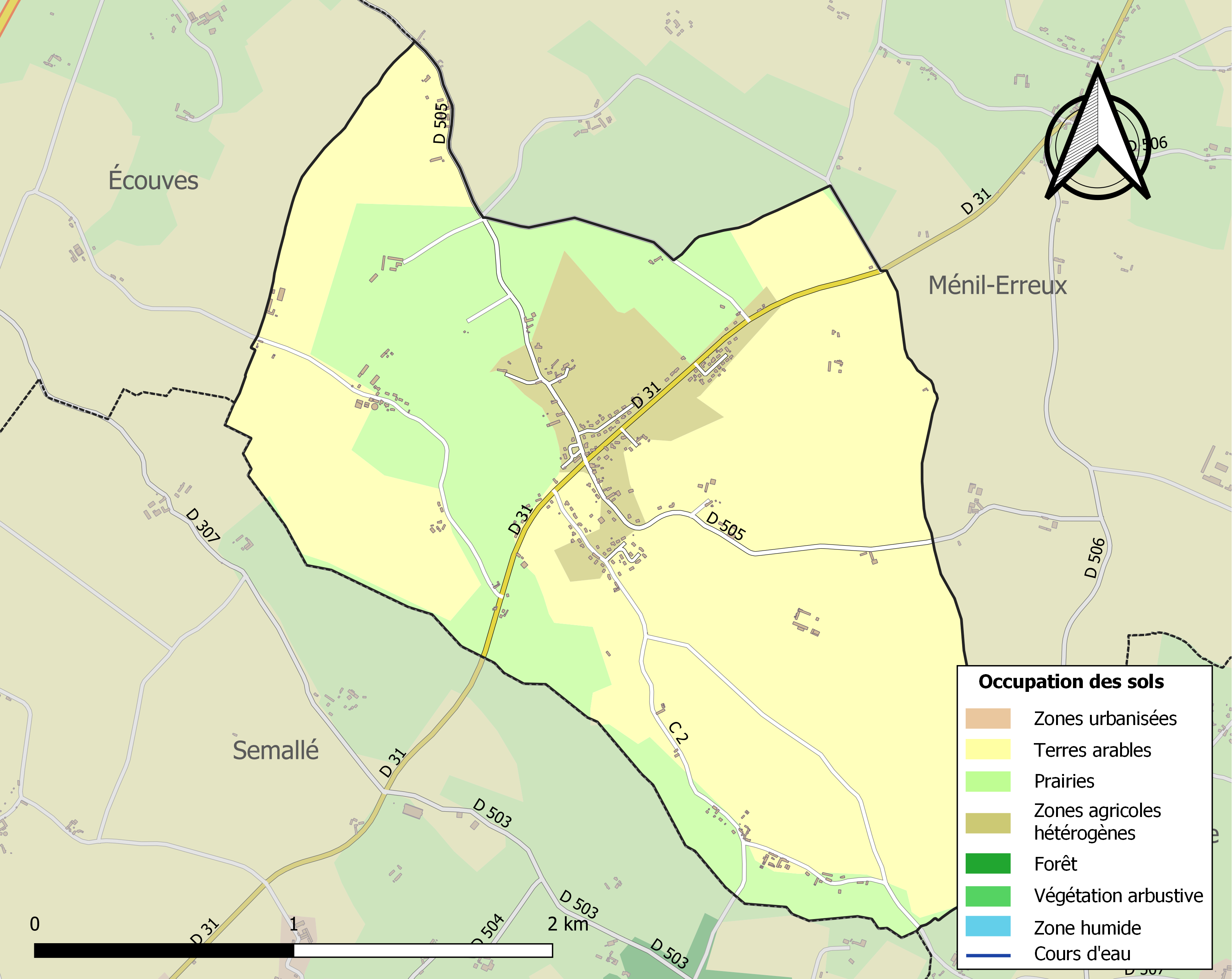
Carte des infrastructures et de l'occupation des sols de la commune en 2018 (CLC).

## Toponymie
On n’a pas trouvé de traces anciennes de ce toponyme mais Albert Dauzat considère qu'il est issu de l'anthroponyme gaulois Larus ou *Larrus suivi du suffixe gaulois -acum. Ernest Nègre et René Lepelley suivent cette hypothèse, mais en l'attribuant à la langue romane,.
Le gentilé est Larrétois.

## Histoire
Le 16 juillet 1944, un bombardier Halifax LL129 de la Royal Air Force a été abattu par la Flak (abréviation de Flakartillerie, nom générique des unités de batteries antiaériennes statiques allemandes)  et s'écrase au lieu dit la Chouannerie .
Cet avion provenait de la base militaire de Tarrant Rushton (en) (Dorset) d'ou il avait décollé le 15 juillet 1944 à 23 h 35, en Angleterre avec une mission SOE de parachutage d'armes et de munitions ravitailler la résistance française à Chatellerault-Le-Blanc[Quoi ?].
Le pilote aurait été trompé par de faux balisages mis en place par les Allemands qui suspectaient des parachutages dans les environs.
L'équipage anglo-canadien était composé de six hommes tous décédés durant le crash :
- P/O James Foxall Crossley - RAF (Royal Air Force) - pilote - 24 ans - fils de John et Elizabeth Crossley
- W/O1 Joseph Wilfred Romeo Fournier - RCAF (Royal Canadian Air Force) - mitrailleur - 27 ans - fils de Emile et Alice Fournier - de Prince Albert, Saskatchewan .
- Sgt Enzo Biagge Grasso - RAFVR (Royal Air Force Volunteer Reserve) - bombardier - 23 ans - fils de Natale et Anna Grasso - de Stockwell, Londres - époux de Adelina Grasso
- F/O William Edward Linning - RCAF - radio - 24 ans - fils de William et Kitty May Linning - de Lethbridge, Alberta
- F/O Derwood William Smith - RCAF - navigateur - 22 ans
- Sgt Edward Maurice Cyril Wilkinson - RAFVR - mécanicien - 20 ans - fils de Edward Cecil et Gladys May Wilkinson - de Gillingham, Kent - époux de Dorothy Joan Wilkinson

Une vitrine en mairie présente les photos de ces héros ainsi que des objets retrouvés dans l'avion ou donnés par les familles. Une stèle a été inaugurée le 9 mai 2004 sur les lieux du crash en souvenir de ces aviateurs.

## Politique et administration
| Période                                  | Période   | Identité            | Étiquette | Qualité                                                                            |
| ---------------------------------------- | --------- | ------------------- | --------- | ---------------------------------------------------------------------------------- |
| Mars 1983                                | Mars 1989 | Jacques Allusson    |           |                                                                                    |
| Mars 1989                                | Mars 2001 | Michel Marsé-Guerra | DVD       |                                                                                    |
| Mars 2001                                | Mars 2014 | Alain Berthelot     | DVG       | Directeur général des services de la mairie de L'Aigle                             |
| Mars 2014                                | Juin 2019 | Serge Lambert       | DVD       | Enseignant technique                                                               |
| Juin 2019                                | Juin 2020 | Patricia Planchais  | EXD       |                                                                                    |
| Juin 2020                                | En cours  | Maxence Sebert      | GRS       | Conseiller en insertion professionnelle Suppléant de la députée PS Chantal Jourdan |
| Les données manquantes sont à compléter. |           |                     |           |                                                                                    |

Le conseil municipal est composé de onze membres dont le maire et deux adjoints.

## Démographie
L'évolution du nombre d'habitants est connue à travers les recensements de la population effectués dans la commune depuis 1793. Pour les communes de moins de 10 000 habitants, une enquête de recensement portant sur toute la population est réalisée tous les cinq ans, les populations de référence des années intermédiaires étant quant à elles estimées par interpolation ou extrapolation. Pour la commune, le premier recensement exhaustif entrant dans le cadre du nouveau dispositif a été réalisé en 2004.
En 2022, la commune comptait 467 habitants, en évolution de +9,37 % par rapport à 2016 (Orne : −3,21 %, France hors Mayotte : +2,11 %).
| 1793 | 1800 | 1806 | 1821 | 1836 | 1841 | 1846 | 1851 | 1856 |
| ---- | ---- | ---- | ---- | ---- | ---- | ---- | ---- | ---- |
| 340  | 300  | 359  | 348  | 345  | 353  | 347  | 326  | 306  |

| 1861 | 1866 | 1872 | 1876 | 1881 | 1886 | 1891 | 1896 | 1901 |
| ---- | ---- | ---- | ---- | ---- | ---- | ---- | ---- | ---- |
| 324  | 318  | 298  | 277  | 258  | 274  | 273  | 254  | 230  |

| 1906 | 1911 | 1921 | 1926 | 1931 | 1936 | 1946 | 1954 | 1962 |
| ---- | ---- | ---- | ---- | ---- | ---- | ---- | ---- | ---- |
| 235  | 223  | 196  | 200  | 193  | 219  | 211  | 204  | 210  |

| 1968 | 1975 | 1982 | 1990 | 1999 | 2004 | 2006 | 2009 | 2014 |
| ---- | ---- | ---- | ---- | ---- | ---- | ---- | ---- | ---- |
| 206  | 257  | 326  | 365  | 384  | 397  | 403  | 416  | 426  |

| 2019 | 2022 | - | - | - | - | - | - | - |
| ---- | ---- | - | - | - | - | - | - | - |
| 452  | 467  | - | - | - | - | - | - | - |

## Lieux et monuments
- Église Saint-Pierre, principalement du XVIIe siècle, située au centre du bourg.
- Ancien manoir de la Cour du XVe siècle[30], aujourd'hui exploitation agricole.
- Stèle en hommage aux aviateurs alliés morts sur la commune à la suite du crash de leur avion durant la Seconde Guerre mondiale au lieu-dit la Chouannerie.

## Activité et manifestations

### Manifestations
Un comité des fêtes existe dans la commune et organise tous les ans diverses animations dont la principale reste la fête communale.